# 巴蒂爾
48°10′19″N 39°41′27″E / 48.17194°N 39.69083°E
巴蒂爾（烏克蘭語：Батир）是位於烏克蘭東部的村莊，由盧甘斯克州多夫然斯克區的索羅基內市鎮負責管轄。該村始建於1957年，面積0.51平方公里，海拔高度204米，2001年人口65，人口密度每平方公里128.5人。